# Cookie (filme)
Cookie (br/pt Cookie) é um filme estadunidense do gênero comédia dirigido por Susan Seidelman lançado em 1989. A trama é sobre um mafioso que sai da cadeia disposto a retomar seus negócios, mas descobre que a polícia o vigia e os companheiros de crime tramam sua morte. Humor negro com bons e maus momentos, dirigido com esperteza e sensibilidade por Seidelman (Desperately Seeking Susan) e dominado por Falk como Capisco, a inglesa Emily como Cookie e Lewis, de cara séria, num papel pequeno e marcante.

## Resumo
Cookie Voltecki (Emily Lloyd) é a filha ilegítima do mafioso Dino Capisco (Peter Falk), que acaba de terminar 13 anos de prisão. Desde que foi libertado da prisão, tudo o que Dino quer é resolver algumas velhas contas, e compensar o tempo perdido com a filha.
A mãe de Cookie, Lenore Voltecki (Dianne Wiest), foi amante de longa data de Dino. Atual esposa de Dino Bunny (Brenda Vaccaro) tem, pensa ele, sido mantida no escuro sobre a amante de Dino e sua filha. Dino decide que a melhor maneira de conhecer Cookie é a contratá-la como sua motorista. Com os ouvidos para as conspirações flutuando Dino, ela rapidamente descobre que o velho comparsa de seu pai, Carmine (Michael V. Gazzo), foi burla-lo e que a vida de Dino está em perigo. 

## Elenco
- Peter Falk - Dominick "Dino" Capisco
- Dianne Wiest - Lenore Voltecki
- Emily Lloyd - Carmela "Cookie" Voltecki
- Michael V. Gazzo - Carmine
- Brenda Vaccaro - Bunny Capisco
- Adrian Pasdar - Vito
- Lionel Stander - Enzo Della Testa
- Jerry Lewis - Arnold Ross
- Bob Gunton - Richie Segretto
- Joe Mantello - Dominick
- Ricki Lake - Pia
- Joy Behar - Dottie

## Recepção
O filme recebeu críticas negativas dos críticos após o seu lançamento e tem 18% no Rotten Tomatoes.[carece de fontes?]